# Methanosarcina
A Methanosarcina a Methanosarcinaceae családba tartozó metántermelő Archaea nem. Az archeák – ősbaktériumok – egysejtű, sejtmag nélküli prokarióta szervezetek. Az egyetlen ismert anaerob metanogén egysejtű ami mindhárom metanognezis anyagcsere utat használja a metán előállításához. Különböző környezetekben él, ahol biztonságban van az oxigéntől: a föld felszínén, a talajvízben, a mélytengeri kürtőknél, és az állatok emésztőrendszerében. Kolóniákban nő.
A Methanosarcina barkeriben fedezték fel a pirrolizin nevű aminosavat. A hemoglobin primitív verzióit fedezték fel a M. acetivoransban, ami arra utal, hogy a mikróba vagy az őse lehet hogy döntő szerepet játszott a földi élet evolúciójában. Továbbá a faj genomja szokatlanul nagy, a legnagyobb az ismert Archaea genomok közül.
Egy 2014-ben megjelent elmélet szerint a Methanosarcina felelős nagyrészt a legsúlyosabb kihalási eseményért a perm-triász kihalási eseményért. Az elmélet szerint egy cellulózbontó baktériumtól géntranszferrel egy új anyagcsere útra tett szert. Ami lehetővé tette hogy exponenciálisan elszaporodjanak a tengeri üledékben. Ezáltal rendkívül megnövekedett az óceánok és légkör metán és szén-dioxid szintje. Ami kiváltotta a fajok 90%-nak kihalását. Ez az elmélet jobban magyarázza a megfigyelt szénizotóp szintet a lerakódásokban mint más elméletek, például a vulkáni tevékenység.
Az 1980-as évek óta használják a fajait szennyvíztisztítóként. A kutatók kísérleteznek vele hogy alternatív energiaforrásként használják.

## Leírása
Az egyetlen ismert anaerob metanogén egysejtű, ami mindhárom metanognezis anyagcsere utat használja a metán előállításához. Mint a legtöbb metanogén, metánt állít elő széndioxidból és hidrogénből. De más metanogénekhez hasonlóan előállíthatja a metánt acetátból az acetiklasztikus útvonalon. Továbbá metabolizálják a metilezett egyszénatomos vegyületeket metilotróf metanogenezisen keresztül. Az ilyen  vegyületek közé tartoznak a metilaminok, a metanol és a metil-tiolok.
A nem fajai a legdiverzebb metanogének ökológiai szempontból. Előfordul: hulladéklerakókban, szennyvízben, mélytengeri kürtőknél, mély felszín alatti talajvízben, és sokféle patás bélrendszerében, például szarvasmarhákban, juhokban, kecskékben és szarvasokban. Előfordul az emberi emésztőrendszerben. A Methanosarcina barkeri túléli a szélsőséges hőmérsékleti ingadozásokat és a vízhiányt huzamosabb ideig. Különböző vegyületeket fogyaszt, de képes a túlélésre kizárólag hidrogénnel és szén-dioxiddal is. Képes túlélni az alacsony pH-jú környezetben, amely jellemzően veszélyes az életre. Extrém sokoldalúsága miatt Kevin Sowers biológus szerint életben maradna a Marson. A Methanosarcina fajok kolóniákban nőnek és primitív sejtdifferenciálódást mutatnak.
2002-ben a Methanosarcina barkeriben fedezték fel a pirrolizin nevű aminosavat a Ohio State University kutatói. A csapat korábbi kutatásai szerint egy génjében megtalálható UAG kodon nem jelzi a fehérje végét, mint normálisan várható lenne. A pirrolizin volt az első 1986 óta felfedezett aminosav, és összességében a 22. Később az egész Methanosarcinaceae családban megtalálták és a Desulfitobacterium hafniense nevű baktériumban.
A M. acetivoransnak és a M. mazeinek kivételesen nagy genomja van. Az M. acetivorans genomja a legnagyobb az ismert Archaea genomok közül: 5.751.492 bázispár hosszú. Az M. mazei genomja  4.096.345 bázispár hosszúságú.
A Methanosarcina sejtmembránok viszonylag rövid lipidekből állnak, főleg C25 szénhidrogénekből és C20 éterekből. A többi metanogén sejtmembránja főleg  C30 szénhidrogénekből és  C20 és C40 éterek keverékéből áll.

## Szerepe a földi élet korai szakaszának fejlődésében
2004-ben a hemoglobin két primitív változatát fedezték fel a M. acetivoransban és egy másik archeában, a Aeropyrum pernixban. Az úgynevezett protoglobinok a hemoglobinhoz hasonlóan tudják megkötni az oxigént. Az M. acetivoransban az lehetővé tette a nem kívánt oxigén eltávolítását, amely egyébként toxikus erre az anaerob szervezetre. A protoglobinok így utat nyithattak az oxigéntől függő életformák későbbi evolúciója felé. Miután a nagy oxigenizációs esemény során először szabad oxigén került a légkörbe, az oxigéntűrés az élet széles körű szétterjedéséhez vezetett a földi életformák evolúciójának egyik legalapvetőbb szakaszában.
A Pennsylvania State University James G. Ferry és Christopher House által vezetett kutatói egy új M. acetivorans által inspirált termodinamikai evolúciós elméletet javasoltak 2006-ban. A tudósok tanulmányozták, hogy a M. acetivorans hogyan konvertálja a szénmonoxidot acetáttá, és feltételezték, hogy a korai proto sejtek hasonló primitív ásványtartalmú enzimekkel állították elő az energiát acetát kiválasztásával. Az elmélet alátámasztaná az élet korai evolúciójának heterotróf elméletét, amely szerint az ősleves egyszerű molekulái nem biológiai folyamatokból keletkeztek, és a kemoautotróf elméletet, amely szerint a legkorábbi életformák hozták létre a legegyszerűbb molekulákat. A szerzők szerint a heterotróf és a kemoautotróf elmélet közötti különbség a szén megkötése körül forog, de szerintük anyagcsere-útvonalak alakultak ki az energiaszerzéshez, majd aztán alakult a szén megkötése. A tudósok javasoltak mechanizmusokat, amelyek lehetővé tették volna az ásványhoz kötött proto sejt szabadon élővé válását, és a metán előállítására irányuló acetát anyagcsere evolúcióját, azonos energia alapú utak használatával. Úgy vélik, hogy az M. acetivorans az első életformák egyike volt, és a korai proto sejtek közvetlen leszármazottja. A kutatás eredményét a Molecular Biology and Evolutionban tették közzé 2006 júniusában.

## Szerepe a perm-triász kihalási eseményben
Egy 2012 decemberében felvetett elmélet szerint a Methanosarcina metántermelése lehetett az oka a perm–triász kihalási eseménynek, ahol a becslések szerint a földi élet 90%-a kihalt. 50 Methanosarcina genom genetikai analízise alapján a Methanosarcina 240 ± 41 millió évvel ezelőtt (az érték a becsült időpontja azon  Methanosarcina törzsek utolsó közös ősének, amelyek képesek hatékonyan növekedni acetáttal) megszerezte azt a képességet, hogy hatékonyan képes acetátot fogyasztani acetát-kináz és foszfoacetil-transzferáz használatával. A kihalási esemény 252 millió évvel ezelőtt történt. A géneket az enzimekhez egy cellulózbontó baktériumtól szerezte géntranszferrel.
A tudósok szerint ezek az új gének - kombinálva a széles körben rendelkezésre álló szerves szénlerakódásokkal az óceánban, és a bőséges nikkelkínálattal (a nikkel-tetrapirrol koenzim, kofaktor F430, ami a metil-koenzim-M-reduktáz része, ami a metán felszabadulásának végső lépését katalizálja a metanogénekben) - lehetővé tették a Methanosarcina populáció drámai növekedését. Az elmélet szerint ez vezetett a nagy mennyiségű metán kibocsátásához. Ezután más szervezetek széndioxiddá bontották a metánt. A két gáz miatt az óceánok oxigénszintje drasztikusan lecsökkent, és egyre savasabb lett. A földi éghajlat egyszerre tapasztalt emelkedő hőmérsékletet és jelentős éghajlatváltozást az üvegházhatású gázok légkörbe kerülése miatt. Továbbá lehetséges, hogy a légkör magas metán- és széndioxid-szintje kén-hidrogén-kibocsátást eredményezett, ami megmérgezte az élőlényeket.
A perm–triász kihalási eseményt a korábbi elméletek vulkáni aktivitással, globális éghajlatváltozással, és egy aszteroida becsapódásával magyarázták. A mikróba-elmélet hívei azzal érvelnek, hogy vele a szénizotóp-szint gyors, de folyamatos emelkedését az időszak üledéklerakódásaiban jobban magyarázható, mint a vulkáni aktivitással (ami egy gyors kiugrást, majd lassú csökkenést okozott volna). A mikróba-elmélet szerint a vulkáni aktivitás fontos szerepet játszott a Methanosarcina nikkellel való ellátásában, ami egy fontos enzimjének alkotóeleme. Tehát a mikróba-elmélet szerint a szibériai vulkáni aktivitás a katalizátora, de nem közvetlen elsődleges oka volt a tömeges kihalásnak.

## Használata
1985-ben a Shimizu Corporation kifejlesztett egy bioreaktort, ami Methanosarcina használatával kezeli az élelmiszer-előállító üzemek, és a papírgyárak szennyvizét. A vizet betáplálják a reaktorba ahol a mikrobák lebontják a szemcsés hulladékot. A termelt metánt felhasználják energiaként a reaktorban, így azt olcsó működtetni. A tesztekben a Methanosarcina a hulladék koncentrációját 5000–10 000 ppm-ről 80–100 ppm-re csökkentette. Aztán további kezelés szükséges, hogy befejeződjön a tisztulási folyamat. A  Chemistry and Industry jelentése szerint a bioreaktorokban Methanothrix soehngenii vagy Methanosarcina anaerob emésztésének használatával melléktermékként kevesebb iszap termelődik, mint aerob társaiknál. A Methanosarcina reaktorok 35–55 °C között és 6.5–7.5 pH tartományban működnek.
A kutatók arra törekednek, hogy a  Methanosarcina metántermelő képességét szélesebb körben használják alternatív energiaforrásként. 2010 decemberében a University of Arkansas kutatói sikeresen egy gént illesztettek az M. acetivoransba, ami lehető tette, hogy lebontsa az észtereket. Érvelésük szerint ez lehetővé tenné, hogy hatékonyabban állítson elő a biomasszából metángázt az energiatermeléshez. 2011-ben kimutatták, hogy a hulladéklerakókban a bomlás közben termelt metán nagyrészt a M. barkeritől származik. A kutatók megállapították, hogy a  mikróba képes túlélni az alacsony pH-jú környezetben, és elfogyasztani a savakat, ami megemeli a pH-t, és ezáltal lehetővé teszi az élet szélesebb körű virágzását. Azzal érveltek, hogy eredményeik segíthetnek felgyorsítani az archaea generált metán alternatív energiaforrásként való használatának kutatását.